# Rana de Nepal
Rana Bahadur Shah (Basantapur, 25 de mayo de 1775 - Ibídem, 25 de abril de 1806) fue rey de Nepal entre los años 1777 y 1799, año en que fue obligado a renunciar. De personalidad excéntrica, el joven rey que ascendió al trono a los dos años a la muerte de su padre Pratap Singh Shah. Durante los primeros años ejerció la regencia su madre, la reina Rajendra Rajya Lakshmi Devi, hasta su muerte acaecida el año 1785. Con posterioridad a ella, ejerció la regencia su tío Bahadur Shah, hasta el 6 de junio de 1794, cuando Rana asume el poder. 
Durante su reinado sucedieron una serie de importantes hechos para la historia de Nepal, entre ellos el enclaustramiento en el territorio y la disminución de la visitas extranjeras. Esto tuvo su origen en las primeras disputas con la Compañía Británica de las Indias Orientales, que se encontraba en pleno proceso de dominación de la India. Sin embargo, el hecho más destacado fue su enfrentamiento con la China de los emperadores Qing por el Tíbet. Esta última, protectorado chino desde hacía muchos años, mantenía un fluido tráfico comercial con el Reino Hindú. Sin embargo, disputas por el control de los pasos cordilleranos provocaron por parte del gobierno nepalí la intervención en ese territorio en 1788. Llegaron hasta Shigatse, lugar controlado por el Pachen Lama (la segunda figura más importante del estado monástico). Lograron obtener un tratado muy favorable, pero que fue incumplido, por lo que se procedió a invadir el territorio en 1791. 
Hasta ese momento, el gobierno chino se había mantenido bastante al margen, pero la situación fue controlada por el envío de un gran ejército. Katmandú, alarmados ante esa situación, intentaron ganarse la amistad de los ingleses por medio de la Compañía de las Indias Orientales. Pese a lo anterior, el gobierno británico no intervino en el conflicto ya que no deseaban enemistarse con el gran aliado comercial que representaba China. Nepal tuvo que firmar un humillante tratado en el cual se pactaba un tributo cada cinco años, se eliminaron los beneficios comerciales con el Tíbet, y quedaba en una posición subordinada a la China imperial. 
Esto significó tener al país cerrado por el norte y por el sur, lo que dio inicio al proceso del enclaustramiento. 
Por su parte, la figura de Rama (personaje caprichoso, criado en los suntuosos palacios de la corte), era controvertida. Alocadamente enamorado de la viuda de su tío Bahadur Shah, Kantavati Devi. A la muerte de esta en 1799, se empezó a comportar de manera irracional y loca, perdiendo el apoyo de sus súbditos. Por presiones desde el mismo palacio y desde el pueblo, el rey tuvo que renunciar en favor de su sobrino e hijo adoptivo de un año, Girvan Yuddha. 
Volvió a la vida pública con posterioridad, logrando desplazar al primer ministro Damodar Pande, que había logrado acaparar buena parte del poder, estableciendo un grave precedente en las futuras relaciones entre el rey y el jefe del gobierno. Apenas pudo, mandó a matar a Pande, y en un hecho extraño, se trabó en una pelea con su medio hermano Sher Bahadur, quien le dio muerte, antes de caer a manos de otra persona.